# Luftangriffe auf Saalfeld
Luftangriffe auf Saalfeld gab es im Zuge des Zweiten Weltkriegs mehrere zwischen 1940 und 1945. Wenige Tage vor Besetzung der Stadt durch Soldaten der 3rd United States Army am 13. April 1945 erfolgten am 9. April schwere Tagesangriffe der 9th Air Force auf Saalfeld. Dabei wurden 1.300 Bomben (384 Tonnen) auf das Bahnhofsgelände, Industrieanlagen und auf die Innenstadt geworfen. Das Bahnhofsgelände wurde fast völlig zerstört. Mindestens 208 Menschen starben, überwiegend Zivilisten. Vorausgegangen waren von Mai 1944 bis 7. April 1945 leichtere Luftangriffe des britischen Bomber Command und der amerikanischen 8th Air Force, die insgesamt 30 Tote forderten.

## Die Stadt Saalfeld
1939 war Saalfeld an der Saale eine kleine Industriestadt mit 20.000 Einwohnern. 1942 waren es 23.000 Einwohner.
Seit 1936 war Saalfeld Garnisonsstadt der Wehrmacht (vgl. Beulwitz). Als Eisenbahnknotenpunkt hatte die Stadt einen großen, modernen Bahnhof an der Hauptstrecke München–Berlin, die im Abschnitt Nürnberg-Leipzig in den Jahren 1935/1942 elektrifiziert wurde. Die Stadt nahm während des Zweiten Weltkriegs zahlreiche Evakuierte aus Luftkriegsregionen in Westdeutschland auf, ab 1944 auch Flüchtlinge und Vertriebene aus den Ostgebieten.

## Die einzelnen Angriffe
Alle US-amerikanischen Luftangriffe erfolgten am Tag, die beiden britischen nachts.
- 17. September 1940: Die britische RAF warf Spreng- und Brandbomben ab, die im westlichen Teil der Stadt „einige Schäden“ verursachten.
- 30. Januar 1944: Eine US-amerikanische B-17 „Flying Fortress“ wurde durch Flak abgeschossen und stürzte bei Saalfeld ab.
- 28. Mai 1944 (Pfingsten): Im Rahmen einer größeren Operation der 2nd Bombardment Division der 8th Air Force in Mitteldeutschland warfen neun Bomber vom Typ B-24 Liberator 24 Tonnen Bomben über Garnsdorf ab. Die „Japanervilla“ am Frankenweg (oberhalb der heutigen Klinik) erhielt einen Volltreffer. Sechs Menschen starben im Freien, es waren die ersten Luftkriegs-Toten in Saalfeld.
- 13. September 1944: Bombenwürfe der United States Army Air Forces (USAAF) verursachten Schäden „An der Heide“, im Bereich der Abdeckerei.
- 14./15. Januar 1945: Die RAF warf nachts eine Minenbombe in der Nähe des Zeiss-Werkes in Altsaalfeld in der Altsaalfelder Straße auf ein Bauerngehöft. Erhebliche Schäden entstanden auch an den umliegenden Gebäuden. Sechs (oder neun) Menschen starben.
- 6. Februar 1945: An diesem Tag flogen US-amerikanische Verbände Großangriffe auf Mitteldeutschland. Im Kriegstagebuch der 8th Air Force sind 13 B-17 verzeichnet, die 32,5 Tonnen Bomben auf Saalfeld geworfen haben sollen. In der Stadt wurde solch ein Angriff nicht registriert. Die Bomben müssen anderswo abgeladen worden sein.
- 2. März 1945: Die 1st Air Division der 8th Air Force flog einen Großangriff auf Mitteldeutschland. 13 B-17 warfen 29,3 Tonnen Bomben auf den Bernhardtsgraben (Roter Berg). Es gab unter den sowjetischen Zwangsarbeitern sechs Tote. Wahrscheinlich handelte es sich um Fehlwürfe, und das eigentliche Ziel war der Saalfelder Bahnhof.
- 14. März 1945: Die USAAF verursachte Schäden im Steinbruch im Flurteil Politz (hinter dem Städtischen Bad), im Gelände an der Leimsiederei. Acht oder zehn Menschen starben, darunter zwei französische Arbeiter.
- 19. März 1945: Die 8th Air Force flog einen Großangriff auf Mitteldeutschland. Zehn B-17 der 3rd Air Division griffen in diesem Rahmen Saalfeld als „Sekundärziel“ an und warfen 30 Tonnen Bomben. Der Bahnhof als wahrscheinliches Ziel wurde verfehlt und der Friedhof getroffen. Zwei Menschen kamen ums Leben.
- 7. April 1945: Gegen 13.00 Uhr griffen zwei US-Tiefflieger einen aus Rudolstadt zu Reparaturarbeiten kommenden Werkstattzug vor der Einfahrt in den Bahnhof an. Die Lok und ein Teil des Zuges wurden zerstört, die beiden Lokführer kamen ums Leben. Gegen 16.30 Uhr griffen vier Jagdbomber vom Typ North American P-51 Mustang den Bahnhof und insbesondere die Eisenbahnüberführung der Pößnecker Straße an. Die Brücke stürzte auf die Gleise. Damit war die Ausfahrt Richtung Rudolstadt und Bad Blankenburg vollständig blockiert, die Züge im Bahnhofsbereich standen fest. Diese Angriffe sind als Vorbereitung für den Hauptangriff am 9. April zu verstehen.
- 8. April 1945: US-Aufklärungsflugzeuge überflogen mehrmals die Stadt, um Aufklärungsbilder anzufertigen. Die Reichsbahndirektion versuchte, die Beseitigung der Brückentrümmer auf den Gleisen zu organisieren. Das schlug jedoch fehl, wegen zu geringer Kapazitäten und der ständigen Behinderung durch Tiefflieger.

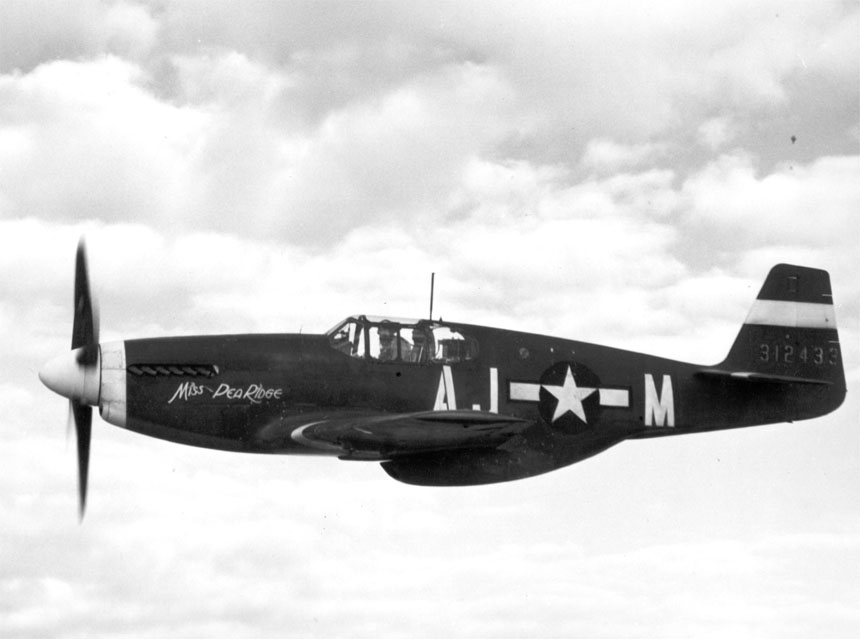
US-Jagdbomber P-51 Mustang

### Großangriff am 9. April 1945

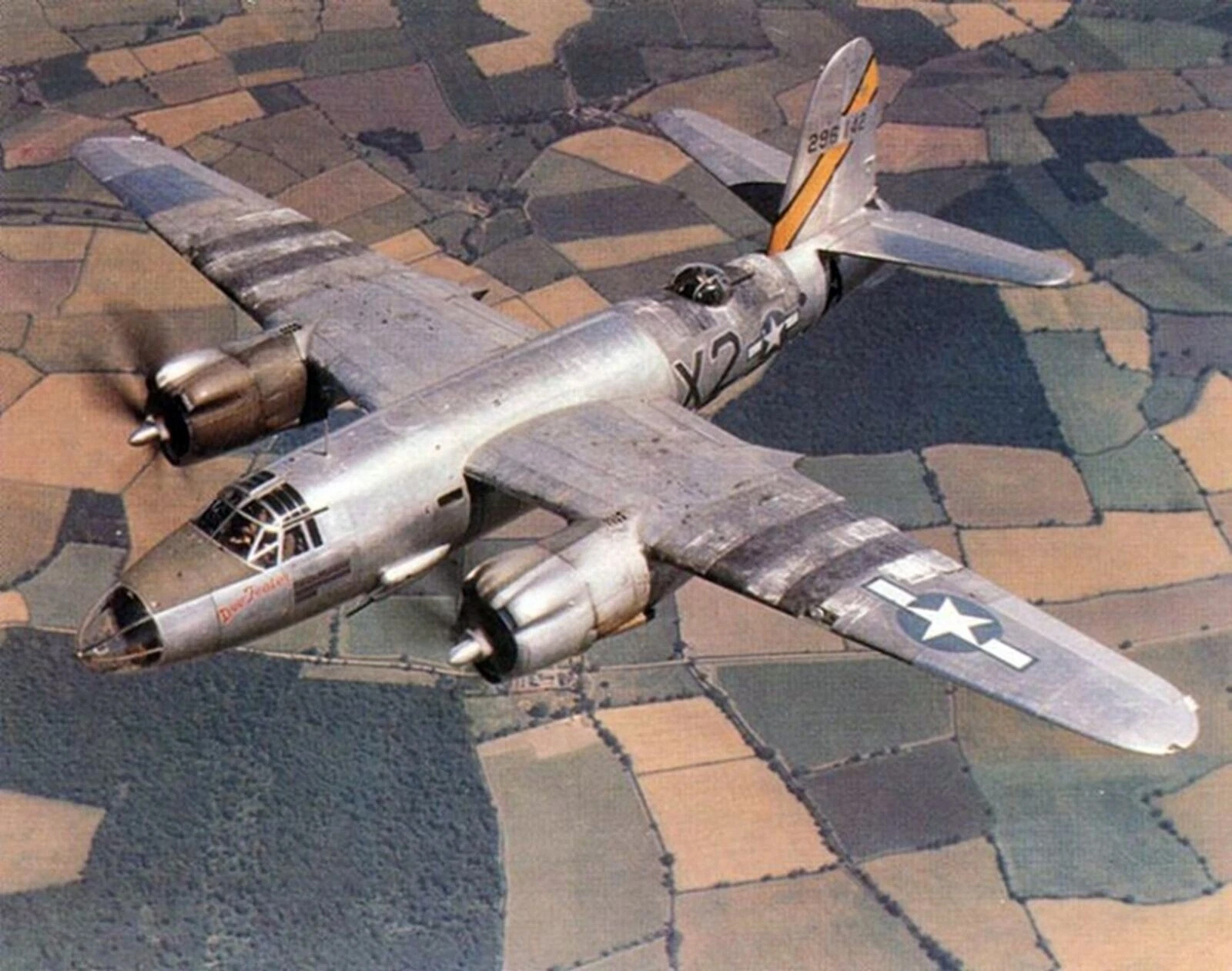
US-Bomber B-26 Marauder (Plünderer)

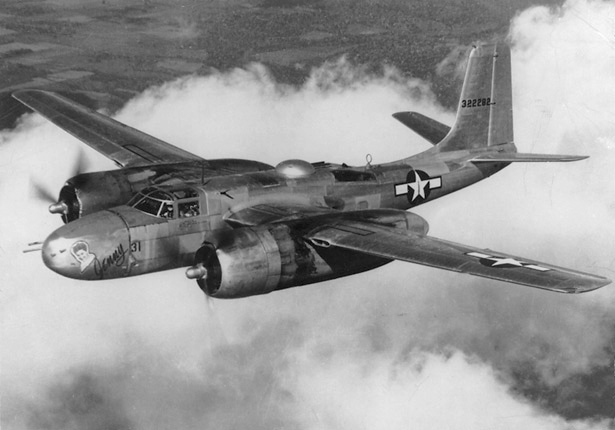
US-Bomber Douglas A-26 Invader (Eindringling)

Hauptquelle der folgenden Schilderung ist die Sonderausstellung „7 Tage im April“ des Stadtmuseums Saalfeld von 2005 mit ihrem Begleitheft (siehe Literatur) und die entsprechende Publikation
- 9. April 1945: Um 7.00 Uhr starteten 191 Bomber der 9th Air Force der US-Luftwaffe von ihren Basen in Laon in Nordfrankreich zu Angriffen auf Thüringen. Primärziel für 142 Maschinen war Saalfeld mit seinem wichtigen Bahnhof, Sekundärziele waren Pößneck und Kronach. Beteiligt waren 5 Bombergruppen mit 74 mittelschweren Mittelstreckenbombern vom Typ Martin B-26 Marauder (Plünderer) und 117 leichte Bomber der Typen Douglas A-20 Havoc und Douglas A-26 Invader. Gegen 10.00 Uhr begannen in 14 Wellen die Angriffe auf den Bahnhof in Gruppen von je 6 Bombern. Dabei wurden – ohne Gegenwehr – mit Unterbrechungen bis 19.00 Uhr 1.300 Bomben (je 500 oder 1.000 Pfund, auch Brandbomben) auf Bahnhof und Stadt geworfen. Nach anderer (neuerer) Quelle begannen die Angriffe durch 42 Flugzeuge der 344. Bombergruppe ab 12.18 Uhr mit dem Abwurf von 168 1.000-General-Purpose-Sprengbomben (76,2 Tonnen) und wurden von 16.15 bis 18.48 Uhr durch 180 Flugzeuge der 323., 344., 409., 410. und 416. Bombergruppe fortgesetzt: mit Abwurf von 240 500-GP-Sprengbomben und 500 1.000-GP-Sprengbomben (308 Tonnen). Zusammen sind danach am 9. April durch 222 Flugzeuge 967 Bomben mit 384 Tonnen Gewicht auf Saalfeld niedergegangen.[2]

Bereits ab 8.20 Uhr wurden die Maxhütte (Unterwellenborn) und angrenzende Rüstungsbetriebe angegriffen, und deren Produktion zum Erliegen gebracht. Das energetische Zentrum wurde voll getroffen.
Im Bahnhofsgelände Saalfeld wurden über zwei Drittel der Einrichtungen zerstört: das Empfangsgebäude und die Bahnhofshalle, die Fernmeldezentrale, fünf Gebäude des Bahnbetriebswerks, ein Lokschuppen, das Postamt, die Stellwerke und das Hotel „Bahnhirsch“. Durch Brände gingen verloren: die Güterabfertigung, Güterschuppen, Umladehalle, Wagenwerkstätte und Bahnmeisterei. 8 Elektro- und Dampfloks wurden zerstört, 270 Waggons zerstört und weitere 930 beschädigt. Auch ein Lazarettzug wurde getroffen. Von den technischen Anlagen wurden vernichtet: 45 % der Hauptgleise, 32 % der Nebengleise, 75 % der Verkabelung, 100 % des Entwässerungsnetzes, 80 % der Wasserleitungen und alle Laderampen. Das Hotel „Bahnhirsch“ vor dem Bahnhof hatte als Wehrmachtsverpflegungsstelle und Hilfslazarett für ankommende Verwundete vor dem Weitertransport in Lazarette der Stadt gedient. In seinem Luftschutzkeller starben auch acht Krankenschwestern, nach Volltreffer durch eine hochbrisante Sprengbombe.
Zerstörte oder stark beschädigte Industriebetriebe: Wilhelmshütte AG, Autohaus Grille, Industrie- und Landmaschinenfabrik Schildbach, Waschmaschinenfabrik Schmidt, Maschinenfabrik Max Schaede, eine Likörfabrik, eine Putztuchfabrik, das Brauhaus Saalfeld, eine Drahtgewebe-Fabrik, die Maxhütte (Unterwellenborn) (Gasometer, Kabelleitungen).
Zerstörte und beschädigte Wohn- und Geschäftshäuser: Bahnhofsstraße, Pößnecker Straße, Kulmbacher Straße (Kaiserstraße), Kulmstrasse (Max Schaede), Hüttenstraße, am Saaltor (Weinhaus Rabe), am Hügel (Hotel „Prinz Ernst“), am Grünhain, in der unteren Saalstraße, Obere Straße (Adolf-Hitler-Straße), Obere Torgasse, Töpfergasse, Köditzgasse, Rainweg, am Mittleren Boden. Von 7.885 Wohnungen wurden 593 zerstört oder beschädigt (7,3 %). Auch die Baracken auf der sogenannten Schlackenhalde wurden zerstört.
Zahlreiche Baudenkmale der Altstadt wurden in Mitleidenschaft gezogen: die Johanneskirche, das Franziskanerkloster (Stadtmuseum), das barocke Residenz-Schloss Saalfeld, das Schlösschen Kitzerstein, das historische Saaltor, das Renaissance-Rathaus und das Höhnsche Renaissance-Haus.
Schutzorte: Viele Einwohner verließen fluchtartig die Stadt, wie auch noch am nächsten Tag. Sie suchten Schutz in alten Bergwerksstollen, in Höhlen vom früheren Kalksteinabbau an der Friedenshöhe, Erdbunkern in der Flur um den Steiger, in den Feengrotten (wo sie tagelang blieben) und in benachbarten Wäldern. Luftschutzkeller wurden eher gemieden. Im Luftschutzkeller des Weinhauses „Rabe“ am Saaltor waren 38 Menschen einem Volltreffer mit einer hochbrisanten Bombe zum Opfer gefallen (Gedenktafel). Auch die benachbarten Dörfer waren Fluchtorte.
- 10./11. April 1945: Der Ausnahmezustand wurde ausgerufen. Am Bahnhof begannen Plünderungen (Nahrungsmittel, Textilien) der Waggons, zunächst durch Ausländer, dann durch Flüchtlinge und schließlich auch durch Einheimische. In den getroffenen Betrieben und in der Stadt brannte es, so brannten durch Brandbomben mit Spätzünder „Gerlichers Ecke“" in der Saalstraße und die „Thüringer Schänke“ aus. Tiefflieger beschossen die Menschen in den Straßen.[4][5] Tiefflieger „bekämpften alles, was sich bewegte“. Sie unterbrachen ständig die Bergungs- und Löscharbeiten durch die Feuerwehr und andere Einsatzkräfte. Aus der Umgebung halfen die Ortsfeuerwehren, so von Arnsgereuth, Unterwirbach und Gräfenthal. Letztere wurden von einem Bombenhagel erfasst.[6][7] Ständig heulten die Sirenen. Die Stadt wurde mehrfach durch US-Aufklärer überflogen. Am Nachmittag des 11. April erfolgte noch einmal ein leichterer Luftangriff auf den Bahnhof.

- 12. April 1945: Die Wehrmacht erklärte die Innenstadt zur „Freien Stadt“. Deutsche und ungarische Wehrmachts-Einheiten zogen ab, mehrere Saalebrücken wurden gesprengt (Remschütz, Kaulsdorf, Eisenbahnbrücken). Jenseits des rechten Saaleufers war eine notdürftige Verteidigungsstellung auf dem Roten Berg und im benachbarten Gelände errichtet worden. US-Truppen erreichten von Garnsdorf her den Stadtrand.

- 13. April 1945: ab 5.30 Uhr erfolgte durch Wehrmachtpioniere in mehreren Etappen die Sprengung der Saalbrücke, die die Altstadt mit Altsaalfeld und dem Bahnhof verbindet. Es erfolgte Beschuss der Altstadt mit leichter US-Artillerie. Um 11.25 Uhr übergab der amtierende Bürgermeister Koch die Stadt an die Amerikaner. Es folgte Beschuss der rechten Saale-Seite mit schwerer US-Artillerie. Am Zeiss-Gelände gab es Schusswechsel, Tote auf beiden Seiten. Am 14. April bauten die Amerikaner eine Pontonbrücke über die Saale. US-Jagdbomber griffen das Kulmberghaus an, das vollständig ausbrannte. Löschversuche wurden durch Artilleriebeschuss verhindert.[8]

Der materielle Gesamtschaden durch die Bombenangriffe wurde auf 7,5 Millionen Reichsmark geschätzt.

## Todesopfer und Begräbnisstätten

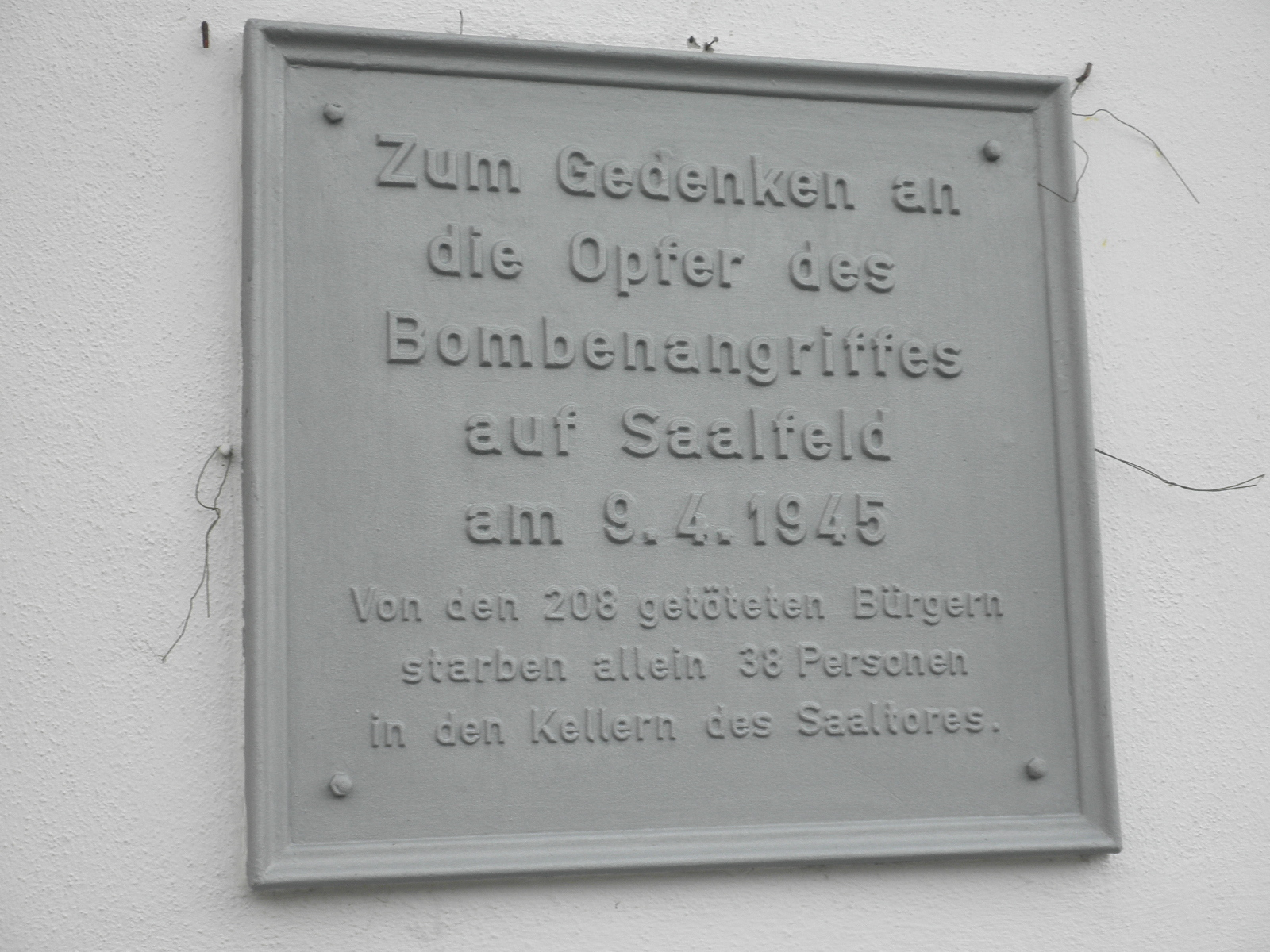
Gedenktafel für 38 Bombenopfer in Keller am Saaltor

Die Angriffe von Mai 1944 bis 7. April 1945 hatten 30 Todesopfer gefordert, überwiegend Deutsche, aber auch ausländische Arbeitskräfte. Am 9. April kamen mindestens 208 Menschen durch Bomben und Bordwaffen ums Leben: 172 ortsansässige Bewohner (darunter 28 Kinder), Bahnpersonal, 19 Militärangehörige, Verwundete eines auf dem Bahngelände stehenden Lazarettzuges, 7 Ausländer und 10 unbekannte Personen. „Die Dunkelziffer dürfte jedoch deutlich höher liegen.“ Es gab darüber hinaus viele Schwerverletzte, alleine am 11. April wurden über 40 ins Krankenhaus gebracht. Wie viele Menschen bei den Tieffliegerangriffen an den Tagen nach dem Bombenangriff vom 9. April und durch den Artilleriebeschuss ums Leben kamen, ist nicht bekannt. Die genannten Zahlen beziehen sich auf das damalige Stadtgebiet von Saalfeld.
Eine größere Anzahl der Toten wurde zunächst in ein Massengrab am Mäuseberg bei Remschütz gebracht, weitere in ein Massengrab Vor der Heide, die übrigen auf Friedhöfe in Saalfeld und Graba. Später wurden die Gebeine aus den Massengräbern auf den Hauptfriedhof Saalfeld umgebettet.
Heute ruhen 128 der offiziell 238 Bombenopfer von Saalfeld auf dem Gräberfeld A 9 „Bombenopfer“ des Hauptfriedhofs Saalfeld. Die Anlage wurde 1995 neu gestaltet. Ein liegender Gedenkstein trägt in metallenen Buchstaben die Inschrift: „Den Bombenangriffen auf die Stadt Saalfeld fielen in den Jahren 1944/45 238 Männer, Frauen und Kinder zum Opfer. Gedenkt der Toten und erhaltet den Frieden“ (Statt 238 steht im Januar 2016 sinnentstellend nur 23 da, weil die Zahl 8 entfernt ist). In der Mitte des Gräberfeldes steht eine Stele mit den Namen (+ Geburts- und Sterbedaten) der 128 hier liegenden Toten. Allerdings finden sich auch Eintragungen „unbekanntes Kind, unbekannte Frau, unbekanntes Opfer, unbekannter Soldat“. Nicht wenige der Opfer sind erst im weiteren Verlauf des April, Mai oder Juni 1945 verstorben.
Weitere Luftkriegsopfer, ganz überwiegend Soldaten, finden sich auf dem Gräberfeld B 1 „Kriegsgräber“.
Ein Gedenkblatt mit den Namen der Toten wurde im Oktober 1945 als Beilage in den Saalfelder Nachrichten veröffentlicht (ohne die Namen der bei Saalfeld gefallenen Soldaten).

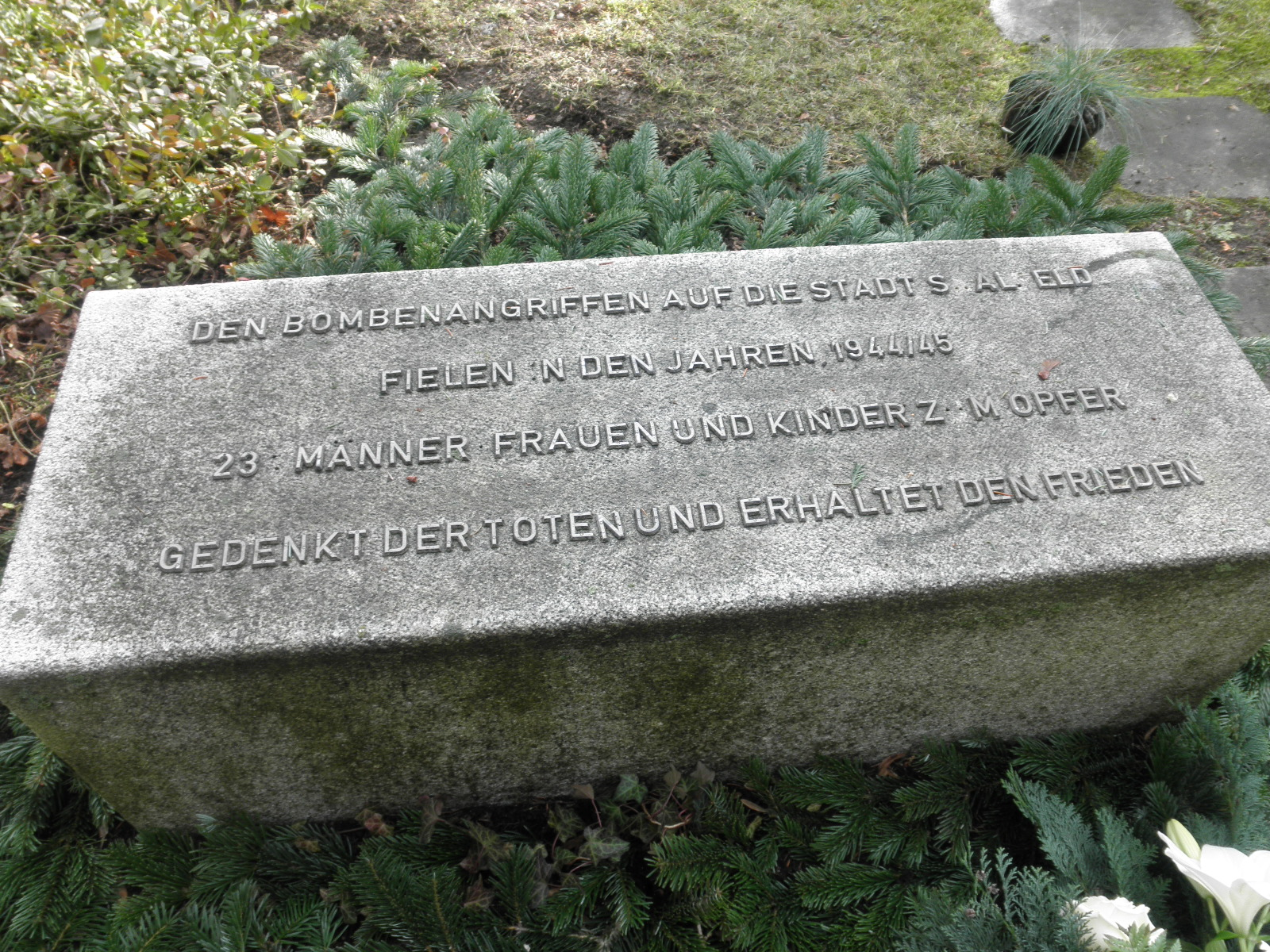
Gedenkstein auf Friedhof Saalfeld für 238 Bombenopfer
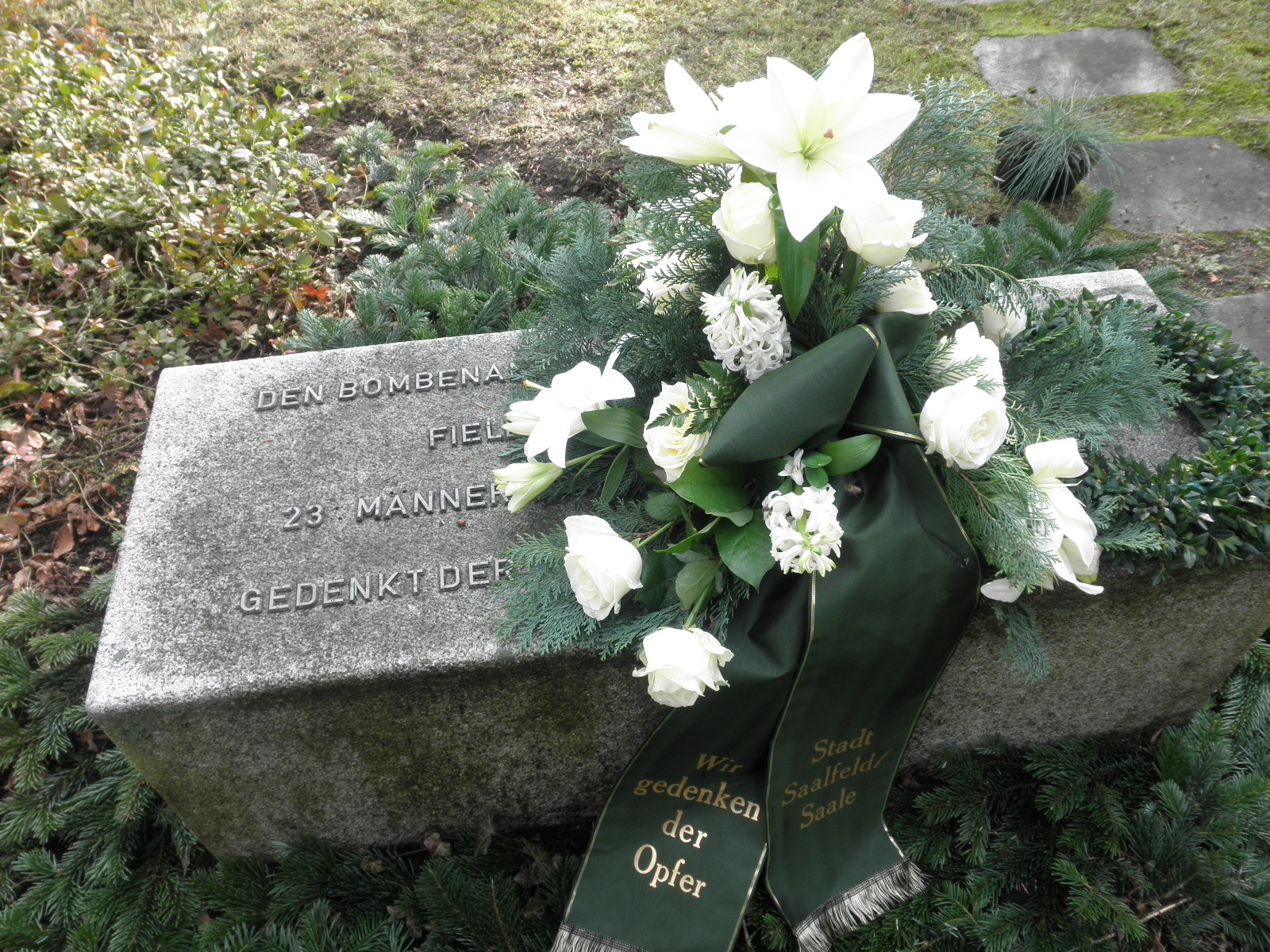
Gedenkstein auf Friedhof Saalfeld für 238 Bombenopfer
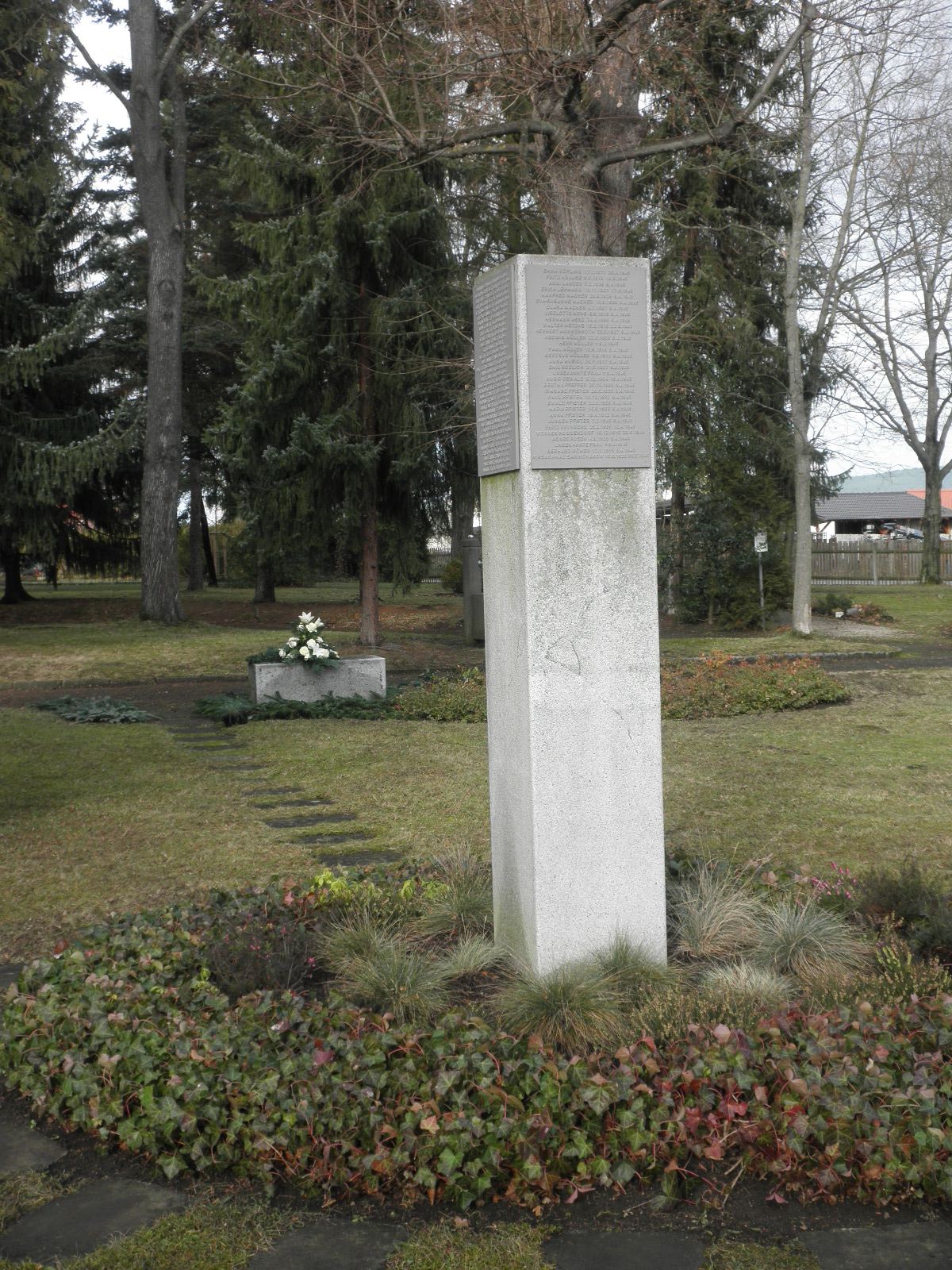
Stele Friedhof Saalfeld für 130 hier begrabene Bombenopfer
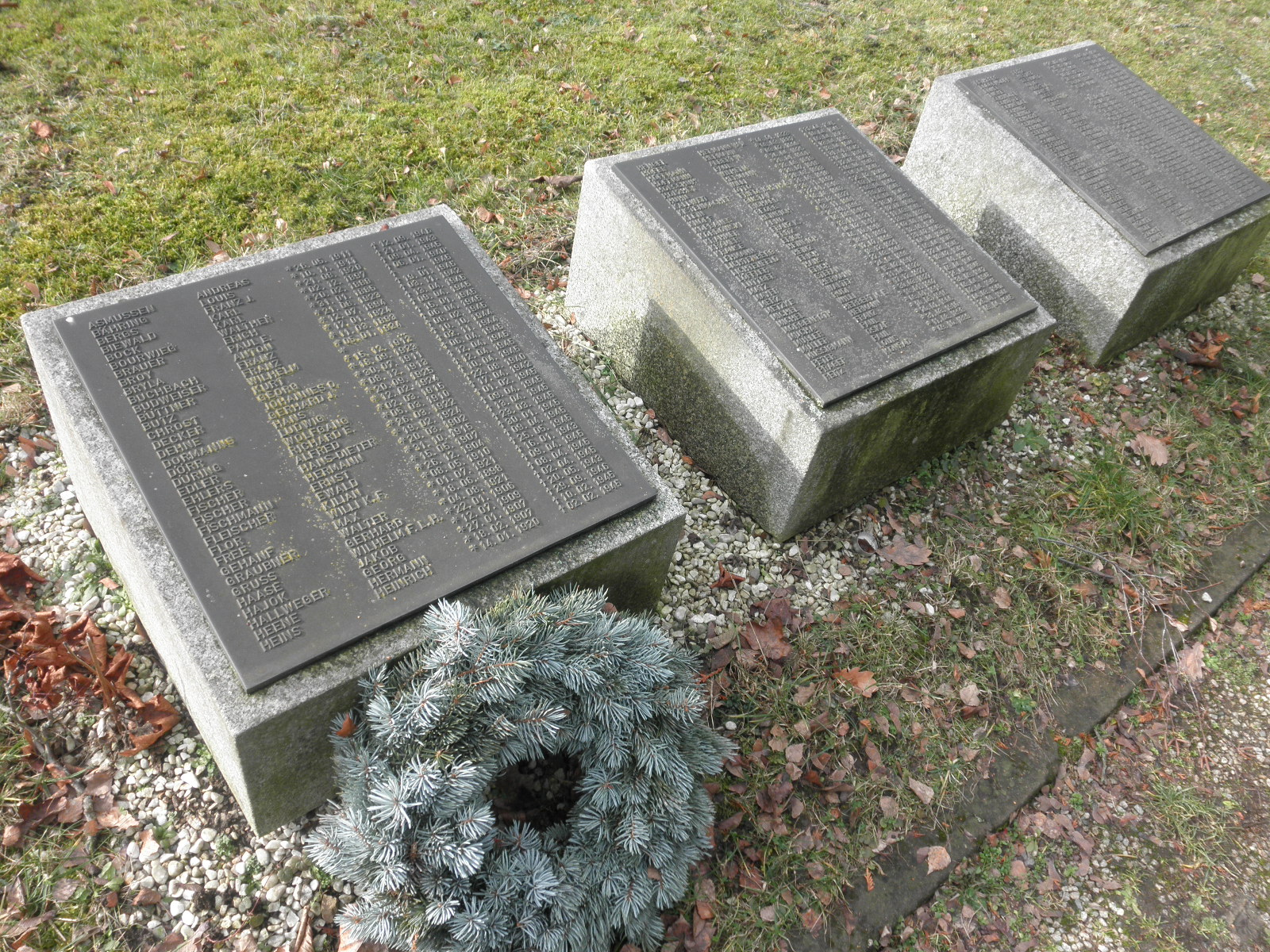
Kriegsgräber (darunter Bombenopfer) auf Friedhof Saalfeld
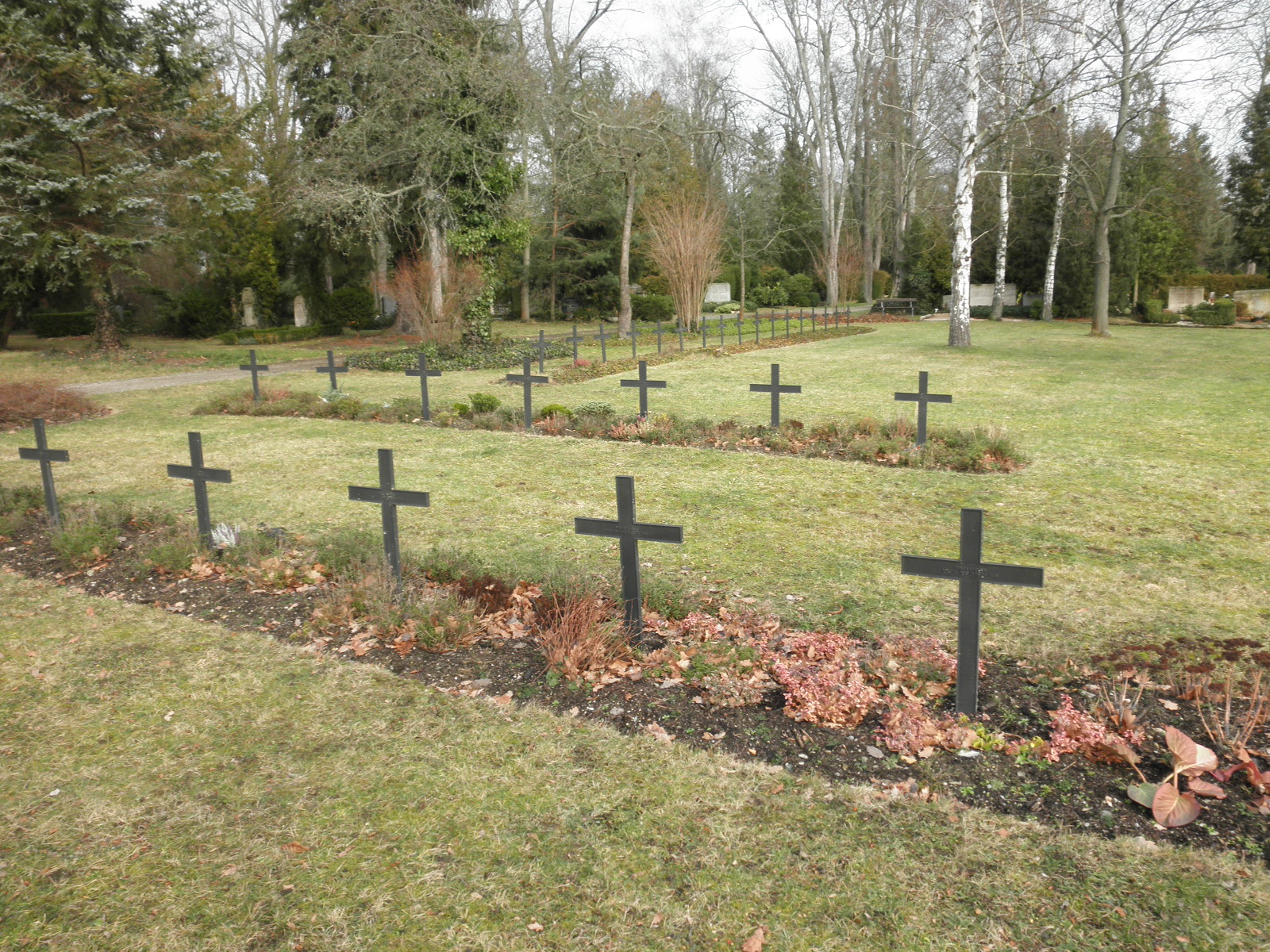
Kriegsgräber (darunter Bombenopfer) auf Friedhof Saalfeld